# Pseudosinella virei
Pseudosinella virei is een springstaartensoort uit de familie van de Entomobryidae. De wetenschappelijke naam van de soort is voor het eerst geldig gepubliceerd in 1901 door Absolon.